# تئاتر تنسی (نشویل)
تئاتر تنسی (انگلیسی: Tennessee Theatre) یک سالن نمایش در نشویل، ایالات متحده آمریکا بود.
این سالن که در سال ۱۹۵۲ تأسیس شده در دهه ۱۹۸۰ میلادی تعطیل شده‌است، تئاتر تنسی با ۲٬۰۲۸ نفر ظرفیت در سال ۱۹۷۳ میزبان مراسم جایزه گرمی بوده‌است.